# 172 f.Kr.

## Händelser

### Efter plats

#### Grekland
- Eumenes II av Pergamon reser till Rom för att varna den romerska senaten om faran från Perseus av Makedonien. Vid återkomsten från Rom blir Eumenes II nästan dödad vid Delfi och Perseus misstänks ligga bakom mordförsöket.

#### Seleukiderriket
- Ända sedan Antiochos III var kung av Seleukiderriket har de judiska invånarna i Judeen åtnjutit stort självstyre under sin överstepräst. De är dock delade i två grupper, de ortodoxa hasideerna (De fromma) och ett reformparti, som föredrar hellenismen. Antiochos IV stöder reformpartiet på grund av det finansiella stöd det ger honom. I gengäld för en stor betalning har han tillåtit översteprästen Jason att bygga ett gymnaseion i Jerusalem och införa den grekiska metoden att undervisa ungdomar. Jasons tid som överstepräst får ett abrupt slut, när han skickar Simon Benjaminitens son Menelaios att överlämna pengar till Antiochos IV. Menelaios tar detta tillfälle i akt att "bjuda över" Jason om prästämbetet, vilket resulterar i att Antiochos IV bekräftar Menelaios som överstepräst.

#### Karthago
- Det fredsfördrag, som slöts i slutet av det andra puniska kriget, säger att alla Karthagos gränstvister skall avgöras av den romerska senaten och att Karthago skall erhålla särskilt tillstånd av Rom att få gå i krig. Därför anländer sändebud från Karthago till den romerska senaten, för att kräva att den löser en gränstvist med Numidien. Tvisten avgörs till Numidiens fördel.